# L'Appel du sang (film, 1920)
Cet article concerne un film. Pour le roman de Stephenie Meyer paru en 2010, voir L'Appel du sang.
Pour plus de détails, voir Fiche technique et Distribution.
L'Appel du sang est un film muet français réalisé par Louis Mercanton en 1919, sorti en 1920.

## Synopsis
Maurice Delarey et Hermione Lester, jeunes mariés, font leur voyage de noces en Sicile. Lorsque l'épouse se rend au chevet d'un ami mourant, Maurice est entraîné par un ancien, Émile d'Arbois, sur une fête villageoise. Là, il s'amourache de Maddalena, fille du pêcheur Salvatore et sœur de Gaspare...

## Fiche technique
- Titre : L'Appel du sang
- Réalisateur et producteur : Louis Mercanton
- Scénario : Louis Mercanton, d'après le roman Call of the Blood de Robert Hichens
- Directeur de la photographie : Émile Pierre
- Costumes : Paul Poiret
- Société de production : Société des Films Mercanton
- Société de distribution : Royal Film
- Format : Noir et blanc - Muet
- Genre : dramatique
- Date de sortie 
  - France : 12 mars 1920

## Distribution
- Phyllis Neilson-Terry : Hermione Lester
- Desdemona Mazza : Maddalena
- Charles Le Bargy : Émile d'Arbois
- Ivor Novello : Maurice Delarey
- Gabriel de Gravone : Gaspare
- Salvatore Lo Turco : Salvatore

## Remake
- 1948 : Call of the Blood, film italo-britannique de Ladislas Vajda et John Clements (en), avec Kay Hammond (Hermione, renommée Anne Lester), Lea Padovani (Maddalena), John Clements (Émile, renommé Julius Ikon), John Justin (Maurice, renommé David Erskine), Robert Rietty (Gaspare) et Carlo Ninchi (Salvatore).